# Gerardo da Lorena
Gerardo da Lorena, (c. 1030 - 14 de Abril de 1070), cognominado o Grande, foi duque da Lorena e o progenitor da linhagem de duques que governaram a Lorena até 1755.

## Biografia
Nasceu por volta de 1030, filho mais novo do conde Gerardo IV e de Gisela, possível filha do duque Teodorico I da Lorena. Tornou-se conde de Metz e de Chatenois, em 1047, quando seu irmão Adalberto da Lorena abdicou destes condados para assumir o ducado da Lorena. Quando este morreu, no ano seguinte, Gerardo também o sucedeu no ducado, até sua morte.
O imperador Henrique III da Germânia investiu Adalberto com a Lorena, em 1047, após confiscá-la de Godofredo da Baixa Lorena "o Barbudo". Este, porém, não se resignou e matou Adalberto em batalha. 
Henrique então conferiu o ducado a Gerardo, mas o duque deposto continuou a pelejar. Godofredo tinha o apoio da facção da nobreza que não queria uma mão forte nas rédeas do ducado, e Gerardo foi preso. No entanto, ele tinha o apoio do bispo mais influente da região, Bruno de Eguisheim-Dagsburgo, bispo de Toul (futuro papa Leão IX), que conseguiu libertá-lo, em 1049.
O imperador deu-lhe tropas para o auxiliar, pois os rebeldes tinham o apoio de alguns elementos da Igreja. O próprio Gerardo permaneceu fiel até o fim à dinastia imperial, assim como foram seu irmão e seus descendentes, mesmo durante o período dos Hohenstaufens.
A aliança de Gerardo com a Igreja era regular, porém inconstante, apesar de ter doado varias abadias à igreja como foi o casa da Abadia de Moyenmoutier, da Abadia de Saint-Mihiel e da Abadia de Remiremont. 
A Abadia de Mourmoutiers era a abadia do cardeal-bispo Humberto de Silva Candida, que excomungou o patriarca de Constantinopla, Miguel I Cerulário, em 1054, precipitando o Grande Cisma do Oriente, e Remiremont foi o local de descanso do próprio Gerardo.
Em Junho de 1053, Gerardo e o príncipe Rodolfo de Benevento lideraram tropas papais e suabianas no interesse do papa Leão. A Batalha de Civitate, em 10 de Junho de 1053, foi uma perda desastrosa para o papa. Seus inimigos, os normandos sob Onofre de Altavila e Ricardo de Aversa, derrotaram seus aliados e capturaram Leão, mantendo-o sob honorável cativeiro em Benevento, enquanto que Gerardo retornou para a Lorena.
Entre seus projetos de construção estava o Castelo de Prény, no centro do ducado, e o início da capital Nancy. Gerardo morreu (possivelmente envenenado) em Remiremont, enquanto tentava suprimir uma revolta.

## Relações familiares
Foi filho do conde Gerardo IV e de Gisela da Lorena, tida como filha do duque Teodorico I da Lorena. Casou com Edviges de Namur (? - c. 1080), filha Alberto II (1000 — 1064), conde de Namur e de Regelindis da Baixa-Lorena, de quem teve:
1. Beatriz da Lorena casada com Estêvão I de Borgonha, Conde da Borgonha 'o Duro', conde de Mâcon;
2. Teodorico II da Lorena, o Valente;
3. Gerardo, conde de Vaudémont, casado com Edviges de Dagsburgo.
4. Gisela da Lorena, abadessa de Remiremont em 1070/1114.